# Ekstensja funkcji zdaniowej
Ekstensja funkcji zdaniowej – zakres funkcji zdaniowej wyznaczony przez zbiór symboli, które wstawione w miejsce zmiennych wolnych zmieniają tę funkcję w zdanie prawdziwe.